# داء دودة غينيا
داء دودة غينيا أو داء التنينات أو التنينية (بالإنجليزية: Dracunculiasis) ويسمى أيضاً داء الدودة الغينية أو داء الديدان الدراكونية  أو داء ديدان القبيعة أو مرض دودة غينيا (GWD) أو العرق المدني أو دودة المدينة هو عدوى بواسطة دودة غينيا. يصاب الشخص بالعدوى عند شرب الماء الذي يحتوي على براغيث الماء المصابة بـ يرقة دودة غينيا. في البداية لا توجد أعراض. بعد حوالي سنة، ينشأ لدى الشخص إحساس بالتهاب مؤلم كما تشكل الدودة الأنثى بثرة في الجلد، عادةً على الأطراف السفلية. بعد ذلك تخرج الدودة عن طريق الجلد على مدى بضعة أسابيع. خلال هذا الوقت، قد يكون من الصعب على الشخص المشي أو العمل. وإنه من غير المألوف للغاية أن يؤدي هذا المرض إلى الوفاة.
حتى وقت قريب كان يعتبر البشر والبراغيث المائية (العملاق) الحيوانات الوحيدة التي يصيبها هذا الطفيلي. وقد تبين أن البابون والقطط والكلاب والضفادع والقرموط (سينودونتيس) يمكن أيضا أن يصاب بشكل طبيعي. يبلغ عرض الدودة حوالي 1-2 ملم والأنثى البالغة يبلغ طولها من 60 إلى 100 سنتيمتر (الذكور أقصر من ذلك بكثير). خارج البشر يمكن للبيض أن يعيش ما يصل إلى ثلاثة أسابيع. ويجب أن تؤكل عن طريق براغيث الماء قبل هذا. ويمكن لليرقة داخل براغيث الماء البقاء على قيد الحياة لمدة تصل إلى أربعة أشهر. وبالتالي هذا المرض يجب أن يحدث كل عام في البشر ليبقى في المنطقة. يمكن عادة تشخيص المرض بناءً على علامات وأعراض المرض.
تكون الوقاية عن طريق التشخيص المبكر للمرض ومن ثم منع الشخص من وضع الجرح في مياه الشرب. وتشمل الجهود الأخرى: تحسين فرص الحصول على المياه النظيفة وخلاف ذلك تصفية المياه إذا لم تكن نظيفة. والتصفية عبر قطعة قماش يكون غالباً كاف. يمكن معالجة مياه الشرب الملوثة بمادة كيميائية تسمى تيميفوس لقتل اليرقة. لا يوجد أي دواء أو لقاح ضد هذا المرض. قد يمكن إزالة الدودة ببطء على مدى بضعة أسابيع عن طريق لفها على عصا. القرحات التي تسببها الدودة الخارجة قد تصاب بالبكتيريا. قد يستمر الألم لعدة أشهر بعد أن يتم إزالة الدودة.
في عام 2013 تم تسجيل 148 حالة مصابة بهذا المرض. وهذا منخفضاً من 3.5 مليون حالة في عام 1986. ويوجد هذا المرض فقط في 4 بلدان في أفريقيا، بانخفاض من 20 بلداً في الثمانينات. البلد الأكثر تضرراً هو جنوب السودان. وسيكون على الأرجح أول مرض طفيلي يتم القضاء عليه. وقد عرف مرض دودة غينيا منذ العصور القديمة. وقد ذكر في بردية ايبرس الطبية المصرية، التي يعود تاريخها إلى 1550 قبل الميلاد. يشتق اسم داء التنينات من اللاتينية «إصابة بالتنانين الصغيرة»، في حين أن اسم «دودة غينيا» ظهر بعد أن رأى الأوروبيون المرض على ساحل غينيا بـ غرب أفريقيا في القرن السابع عشر. وهناك أنواع مماثلة لدودة غينيا تسبب المرض في الحيوانات الأخرى. وهذه الديدان لا يبدو أنها تصيب البشر. ويصنف على أنه مرض مداري مهمل.

## السبب
يحدث داء دودة غينيا جراء الإصابة بدودة التنينة المدينية الأسطوانية. تعيش يرقات التنينة المدينية داخل قشريات مائية صغيرة تسمى مجذافيات الأرجل. عادةً ما يصاب البشر بالعدوى عندما يبتلعون مجذافيات الأرجل عن غير قصد في أثناء شرب الماء. في بعض الحالات، تستهلك الأسماك أو الضفادع مجذافيات الأرجل المصابة بالعدوى ثم يستهلكها الإنسان أو الحيوانات الأخرى، ما يؤدي إلى انتقال يرقات التنينة المدينية. في أثناء عملية الهضم، تموت مجدافيات الأرجل وتخرج يرقات التنينة المدينية من الجهاز الهضمي عن طريق اختراق المعدة والأمعاء، وتلجأ إلى البطن أو إلى التجويف خلف الصفاق (خلف الأعضاء القريبة من مؤخرة البطن). على مدى الشهرين أو الثلاثة أشهر التالية تتطور اليرقات إلى ذكور وإناث ديدان بالغة. يبقى الذكر صغيرًا بطول 4 سم (1.6 بوصة) وعرض 0.4 ملم (0.016 بوصة)، بينما تكون الأنثى كبيرة نسبيًا، وغالبًا ما يزيد طولها عن 100 سم (39 بوصة) وعرضها 1.5 ملم (0.059 بوصة). بمجرد أن تصل الديدان إلى حجمها البالغ تتزاوج، ويموت الذكر. خلال الأشهر التالية، تهاجر الأنثى إلى النسيج الضام أو على طول العظام، وتستمر في النمو.
بعد نحو عام من الإصابة الأولية، تهاجر الأنثى إلى الجلد وتشكل قرحة وتخرج منها. عندما يلامس الجرح المياه العذبة، تنفث الأنثى مادة بيضاء حليبية تحتوي على مئات الآلاف من اليرقات في الماء. خلال الأيام العديدة التالية مع خروج الأنثى من الجرح، يمكنها الاستمرار في إطلاق اليرقات في المياه المحيطة. تؤكل اليرقات بواسطة مجذافيات الأرجل، وبعد أسبوعين إلى ثلاثة أسابيع من النمو، تصبح معدية للإنسان مرةً أخرى.

## العلامات والأعراض
تظهر أولى علامات داء دودة غينيا بعد نحو عام من الإصابة، إذ تستعد الدودة الأنثوية مكتملة النمو لمغادرة جسم الشخص المصاب. مع هجرة الدودة إلى موقع خروجها -عادةً أسفل الساق- يعاني بعض الأشخاص من ردود فعل تحسسية تشمل الشرى والحمى والدوار والغثيان والتقيؤ والإسهال. عند وصول الدودة إلى وجهتها، تشكل الدودة بثرة مملوءة بالسوائل تحت الجلد. على مدى 1-3 أيام، تكبر البثرة وتسبب ألمًا حارقًا شديدًا، وتنفجر في النهاية تاركةً جرحًا صغيرًا مفتوحًا. يبقى الجرح مؤلمًا بشدة مع خرج الدودة ببطء على مدى عدة أسابيع إلى أشهر.
إذا أغمر الشخص المصاب الجرح في الماء، تنفث الدودة مادة بيضاء محررةً يرقاتها في الماء. مع خروج الدودة، غالبًا ما تصاب البثرة المفتوحة بالبكتيريا، ما يؤدي إلى احمرار وتورم وتشكل خراجات أو في الحالات الشديدة أو الغرغرينا أو إنتان الدم أو الكزاز. عندما تكون العدوى الثانوية بالقرب من مفصل (عادةً الكاحل)، قد تؤدي أذية المفصل إلى تصلب أو التهاب مفاصل أو تقفعات.
عادةً ما يحمل المصابون بالعدوى عدة ديدان -بمعدل 1.8 دودة لكل شخص، وقد يصل عددها إلى 40 دودة- والتي تخرج من بثور منفصلة في نفس الوقت. تخرج 90% من الديدان من الساقين أو القدمين. مع ذلك، يمكن للديدان أن تخرج من أي مكان في الجسم.

## التشخيص
يُشخص داء دودة غينيا عن طريق الفحص البصري -تعد الدودة البيضاء الرقيقة الخارجة من البثرة علامة فريدة لهذا المرض. تتكلس الديدان الميتة أحيانًا ويمكن رؤيتها في الأنسجة تحت الجلد بواسطة الأشعة السينية.

## العلاج
لا يوجد دواء لقتل التنينة المدينية أو منعها من التسبب بالمرض بمجرد دخولها إلى الجسم. بدلًا من ذلك، يركز العلاج على إزالة الدودة ببطء وحذر من الجرح على مدى أيام إلى أسابيع. بمجرد أن تنفجر البثرة وتبدأ الدودة في الظهور، يُنقع الجرح في دلو من الماء، ما يسمح للدودة بإفراغ نفسها من اليرقات بعيدًا عن مصدر مياه الشرب. مع خروج الجزء الأول من الدودة، عادةً ما يتم لفها حول قطعة من الشاش أو عصا للحفاظ على قوة ضغط مستمرة، ما يشجع الدودة على الخروج. في كل يوم، تخرج عدة سنتيمترات من الدودة من البثرة ويتم لف العصا للحفاظ على قوة الضغط. يتكرر ذلك يوميًا حتى تخرج الدودة كاملةً، وعادةً ما يكون ذلك في غضون شهر. إذا تم الضغط أكثر من اللازم، قد تنكسر الدودة وتموت، ما يؤدي إلى تورم شديد وألم في مكان القرحة.
يشمل علاج داء دودة غينيا أيضًا العناية المنتظمة بالجروح لتجنب إصابة القرحة المفتوحة بالعدوى. توصي المراكز الأمريكية لمكافحة الأمراض والوقاية منها بتنظيف الجرح قبل خروج الدودة. وبمجرد أن تبدأ الدودة في الخروج من الجسم، توصي مراكز السيطرة على الأمراض والوقاية منها بالعناية اليومية بالجروح: تنظيف الجرح ووضع مرهم مضاد حيوي، واستبدال الضمادة بشاش جديد. قد تساعد مسكنات الألم مثل الأسبرين أو الإيبوبروفين في تخفيف ألم خروج الدودة.

## النتائج
يعتبر داء دودة غينيا مرضًا موهنًا يسبب إعاقة كبيرة لنحو نصف المصابين به. قد يصاب الأشخاص الذين تظهر لديهم الديدان بالإعاقة لمدة تتراوح بين ثلاثة وعشرة أسابيع تستغرقها الديدان حتى تظهر بالكامل. عندما تظهر الديدان بالقرب من المفاصل، قد يؤدي التهاب أو عدوى المنطقة المصابة إلى تصلب دائم أو ألم أو تحطم المفصل. يعاني بعض المصابين بداء دودة غينيا من ألم مستمر لمدة 12 إلى 18 شهرًا بعد ظهور الدودة. تؤدي نحو 1% من حالات داء دودة غينيا إلى الوفاة بسبب التهابات ثانوية في الجرح.
عندما ينتشر داء دودة غينيا على نطاق واسع، غالبًا ما يصيب قرى بأكملها في وقت واحد. أدى تفشي المرض خلال مواسم الزراعة والحصاد إلى إعاقة العمليات الزراعية في المجتمع المحلي بشدة -ما أكسبه وصف «مرض الحبوب الفارغة» في بعض الأماكن. تشهد المجتمعات المتأثرة بداء دودة غينيا انخفاضًا في نسبة الحضور المدرسي إذ يضطر أطفال الآباء المصابين إلى تولي مهام الزراعة أو الواجبات المنزلية، وقد يُمنع الأطفال المصابون من الذهاب إلى المدرسة لأسابيع.
لا تشكل العدوى مناعة ضد المرض، لذلك، قد يصاب الأشخاص بداء دودة غينيا بشكل متكرر طوال حياتهم.

## الوقاية
لا يوجد لقاح لداء دودة غينيا ولا توجد طريقة لمنع المرض من الوصول إلى نهايته بمجرد الإصابة بالتنينة المدينية. لذلك، تركز الجهود المبذولة للحد من عبء داء دودة غينيا على منع انتقال التنينة المدينية من شخص لآخر. من الدعائم الأساسية لجهود القضاء على المرض تحسين مياه الشرب. يمكن لمرشحات النايلون أو القماش المنسوج بدقة أو قش الترشيح المتخصص أن تزيل مجذافيات الأرجل من مياه الشرب، ما يزيل خطر انتقال العدوى. يمكن أيضًا معالجة مصادر المياه باستخدام التيمفوس الذي يقتل مجذافيات الأرجل، ويمكن معالجة المياه الملوثة عن طريق الغليان. حيثما أمكن، يجب استبدال المصادر المفتوحة لمياه الشرب بالآبار العميقة التي قد تكون بمثابة مصادر جديدة للمياه النظيفة. بالإضافة إلى ذلك، يمكن لحملات التثقيف العامة أن تثقف الأفراد في المناطق المتضررة حول كيفية انتشار داء دودة غينيا وتشجع المصابين بالمرض على تجنب نقع جروحهم في المسطحات المائية المستخدمة للشرب.

## جهود الاستئصال العالمي
بدأت الجهود المنظمة لاستئصال داء دودة غينيا في عام 1986، بقيادة مركز كارتر وبالتعاون مع منظمة الصحة العالمية، وذلك بعد أن كان المرض يسبب أكثر من 3.5 مليون إصابة سنويًا في أفريقيا وآسيا. وُضعت استراتيجية الاستئصال على أساس **الوقاية فقط** دون الاعتماد على لقاح أو علاج دوائي، عبر نشر التوعية، وتوفير المياه النظيفة، وتوزيع فلاتر للمياه، ومراقبة الحالات الجديدة.
بحلول عام 2022، انخفض عدد الإصابات إلى **13 حالة فقط** على مستوى العالم، معظمها في تشاد وجنوب السودان وإثيوبيا وأنغولا. وقد أُعلن عن أكثر من 15 دولة خالية من المرض منذ بداية الحملة، مما يجعل هذا البرنامج من أنجح حملات الاستئصال بعد استئصال الجدري.
من التحديات المتبقية:
- استمرار ظهور حالات في مناطق نزاع أو نائية يصعب الوصول إليها.
- تسجيل حالات نادرة في الحيوانات مثل الكلاب، ما يهدد إعادة الانتقال.
- الحاجة إلى مراقبة دقيقة ومستدامة بعد الوصول إلى "صفر حالات" لضمان عدم عودة المرض.

تهدف الحملة إلى إعلان القضاء التام على داء دودة غينيا في السنوات القليلة القادمة، ليكون أول مرض طفيلي يُستأصل في التاريخ البشري.

## معرض الصور

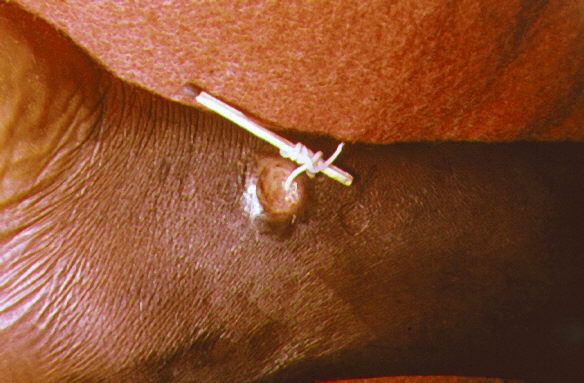
طريقة مستعملة لاٍستخراج دودة غينيا من وريد يد اٍنسان مصاب بالمرض
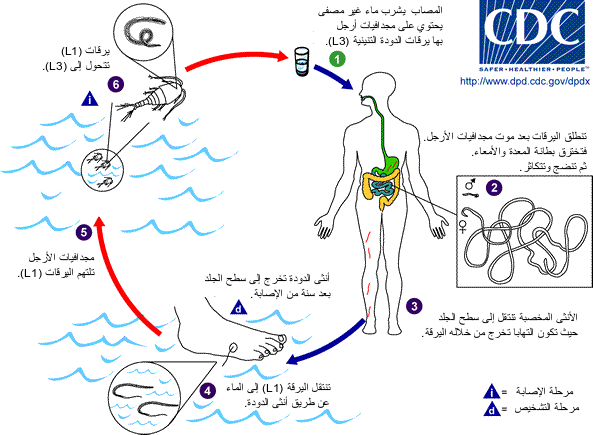
دورة حياة التنينات